# Schustersteig Thüringen

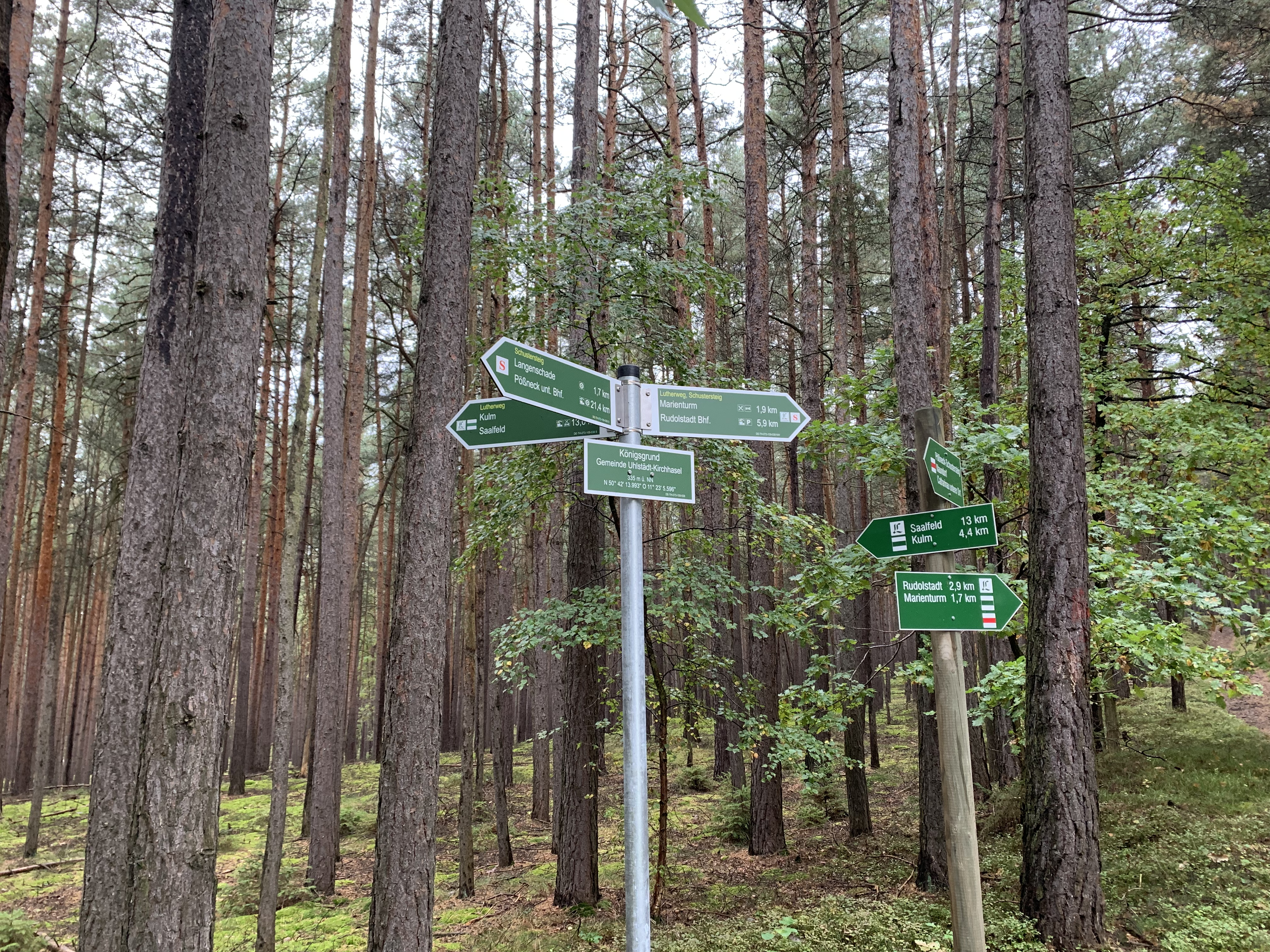
Wegweiser auf dem Königsgrund in Catharinau

Der Schustersteig in Thüringen ist ein Wanderweg, der von Rudolstadt nach Pößneck führt. Der Wanderweg führt dabei durch die Uhlstädter Heide und war ein alter Handelsweg. Der Name geht auf Schuster zurück, welche ihre Erzeugnisse auf dem Rudolstädter Markt verkauft haben sollen und dabei diese Route nahmen.
Der Weg wurde im Jahr 2021 komplett neu beschildert. Zusätzlich wurde begonnen, Wegemarkierungen an den Bäumen anzubringen. Das Wegzeichen ist ein orangefarbenes S auf weißem Grund. Am 7. Mai 2022 wurde der Weg mit einer Sternwanderung offiziell wiedereröffnet.